# Дейотар
Дейотар (з кельт. — «божественний бик» 105-40 роки до н. е.) — представник кельтського племені толістобогів, верховний тетрарх Галатії, цар Малої Вірменії в 65-40 роках до н. е.. Мав прізвисько Філоромей (приятель римлян). Син Сінорікса, тетрарха толістобогів у Галатії.

## Життєпис
Спочатку Дейотар був лише тетрархом однієї з частин Галатії — тетрархії толістобогів. Він зміцнив свою армію, а ставку мав у фортеці Блусій. Втім незабаром він уклав угоду з Римською республікою, породичався з представниками впливового в Малій Азії роду Атталідів. З початком війн Рима з Мітридатом VI, царем Понту, Дейотар надавав значні послуги римлянам. У 75 році до н. е. Дейотар завдав поразки понтійським військам при Евмасі (Фригія). В подальшому Дейотар допомагав римській армії у боротьбі з Понтійським царством. Саме в цей час він затоваришував з Гнеєм Помпеєм Великим. Останній у 65 році до н. е.за послуги Дейотара передав йому царство Мала Вірменія, східний Понт з містом Фарнакія, землі біля Трапезунда. Водночас Дейотар отримав від Помпея ще й значну частину Галатії. З цього часу він став царем (басілевсом) цієї малоазійської області.
В подальшому Дейотар був опорою римлян у Малій Азії. Близько у 50 року до н. е. приєднав до себе володіння свого зятя Брогітара. З початком громадянської війни між Цезарем та Помпеєм Дейотар спочатку підтримував останнього, як дяку за надання земель. Втім після поразки Гнея Помпея при Фарсалі у 48 році до н. е. та втечі до Єгипту Дейотар почав шукати шляхи для замирення з Цезарем. В цей же час із значним військом у Малій Азії висадився Фарнак II, син Мітридата VI. Фарнак відняв у Дейотара Понт та Малу Вірменію, розбивши останнього у 47 році до н. е. при Нікополі. Втім в цьому ж році сюди ж прибув Гай Цезар. Дейотар за допомогою родича та друга Цезаря Мітридата Пергамського зміг отримати помилування за підтримку Помпея. Після цього Дейотар приєднав свої війська до армії цезаріанців, які розбили Фарнака II при Зелі. Після цього Дейотар повернув собі втрачені володіння.
У 45 році до н. е. після смерті Мітридата Пергамського Дейотар став претендувати на майно та землі покійного. Втім він нічого не отримав. Навпаки римський сенат позбавив Дейотар володінь в Галатії та Понті за скаргою деяких тетрархів Галатії. Але Дейотару за допомогою свого друга Марка Туллія Цицерона вдалося виправдатися. Вже після загибелі Цезаря Марк Антоній повернув Дейотару його колишні володіння. Тим не менш Дейотар вирішив підтримати заколотників Брута та Кассія, надаючи останнім підтримку харчами, зброєю та людьми.
Але після поразки при Філіппах у 42 році до н. е. Дейотар зміг виправдатися й став другом Марка Антонія. Завдяки Дейотарові вся Мала Азія стала підтримувати Марка Антонія та Клеопатру з роду Птолемеїв.
Помер Дейотар у 40 році до н. е. у Блусії. Його землі успадкував онук Кастор.

## Родина
Дружина — Береніка з роду Атталідів.
Діти:
- Дейотар II Філопатор (помер в 43 році до н. е.) — співправитель батька в 51-43 роках до н. е.).
- Адобогіона Старша (90-50 роки до н. е.)  дружина патриція з Пергама Менодоте. Уникнувши отруєння на банкеті стала наложницею Мітрідата VI.
- Адобогіона (80-50 роки до н. е.), дружина Брогітара, представника аристократичної родини з племені трокміїв.